# 한규복 (1881년)
한규복(韓圭復, 일본식 이름: 井垣圭復이가키 게이후쿠, 1881년 7월 7일 ~ 1967년 9월 13일)은 대한제국의 관료, 통역관, 화가, 서예가이자 일제강점기의 관료, 화가, 서예가로 조선총독부 중추원 참의도 지냈다. 해방 후에도 화가로 활동했고, 기업인, 칼럼니스트로도 활동했다. 일제강점기의 신념형 친일파의 한 사람이었다.
1899년(광무 2년) 관비장학생으로 일본 유학, 동경전문학교와 와세다 대학 정경학부에서 수학하다가 1903년 귀국, 대한제국 관료로 임용되어 탁지부 주사, 군부와 탁지부의 번역관 등을 거쳐 탁지부 서기관, 주임관을 역임했다. 1910년(융희 4년) 10월 1일 한일 합방 이후에는 조선총독부 고등관에 임용되어 토지조사국 감사담당관, 1913년 진주군수, 이후 동래군수 등을 역임하였다. 1921년 충청남도청 참여관, 1924년 경상북도청 참여관, 1926년 충청북도도지사, 황해도도지사 등을 역임했다. 1933년 중추원 참의에 임명되고 이듬해 재선된 뒤 중추원 참의에 재선되었다.
해방 후에는 정계에 참여하지 않고 한국곡자의 대표이사 등으로 활동하였고, 1949년 반민특위에 자수한 뒤, 조사받고 풀려났다. 이후 기업 활동과 언론인, 칼럼니스트로 활동했다. 그는 조선총독부의 식민지 조선인 도지사 경력자 42명 가운데 배경이 되는 엘리트 출신 고위관료 8명 중의 한 사람이었다. 서예에 능했던 그는 1926년부터 1930년의 선전(鮮展)에서 5회 수상하였다. 본관은 청주이고 자(字)는 덕중(德仲), 호는 온재(溫齋)이다.

## 생애

### 초기 활동

#### 출생과 수학
1881년(고종 17년) 7월 7일 한성부 평동(平洞) 19번지에서 주사 한만홍(韓晩洪)과 평산 백씨(平山白氏)의 아들로 태어났다. 그의 형 한규호는 구한 말 군인으로 활동, 보병참위와 보병부장을 지냈고 통정대부에 이르렀으며, 퇴역 후 1908년(융희 2년) 기호흥학회의 창립에 참여, 회보인 기호흥학회월보의 후원자의 한 사람이 되었으며 기업인으로도 활동하여 1908년 6월 4일 한성의 연강목선운륜(沿江木船運輸) 주식회사의 중역으로 활동하였다.
그의 집안은 상당부원군 한명회의 종조부인 개국공신 한상경의 후손으로, 유암 한계윤(柳岩 韓繼胤)의 20대손이다. 한계윤은 한명회와 6촌 형제간이며, 외할아버지는 성달생으로 성승과 성삼문은 각각 외삼촌과 외사촌이었다. 그러나 그의 가계는 몰락하여 하급 무관을 역임하다가 5대조부터는 증직 벼슬만이 전한다. 한규복의 할아버지 한수익(韓守益)은 동지중추부사를 지내고 사후 호조판서에 증직되었으며, 증조부 한도흥(韓道興)은 호조판서에 추증되었고, 고조부 한윤기(韓潤琦)는 호조참의에 증직되었다. 외할아버지 백우혁(白佑赫)은 동지중추부사를 지냈다.
자(字)는 덕중(德仲)이고, 호는 온재(溫齋)라 하였으며, 서예작, 그림에는 본명 또는 온재라는 아호, 낙관을 썼고 일부 작품에는 온이재(溫二齋)라는 서명을 넣기도 했다.
그는 어려서 한성에서 신학문인 일본어와 한어(漢語), 영어를 공부하다가 1893년 3월 을미의숙(乙未義塾) 일본어학과에 입학, 1897년 3월 을미의숙 일어학과를 마치고 관립영어학교로 진학하였다. 그는 독립협회와 만민공동회에 가입하여 활동하였다. 그해 11월 6일 정3품으로 대한제국 중추원 2등 의관에 선출되었으나 중추원은 곧 해체되었다. 1899년(광무 2년) 3월 관립영어학교를 졸업하였다.
1899년(광무 2년) 초, 그해의 정부 관비유학생으로 뽑혀 4월 일본 도쿄로 유학, 그해 9월 도쿄 신전중학교(神田中學校)에 편입학하였다. 1900년 3월 신전중학교를 졸업하고 도쿄 전문학교에 입학했다. 동경 전문학교를 거쳐 1901년 9월 11일 와세다 대학(早稻田大學) 정치경제학과에 입학하였다. 그러나 1903년(광무 6년) 7월 15일 3학년 재학 중 와세다 대학 정치경제과를 수료하고 7월 정부의 명으로 귀국하여, 대한제국의 관리로 근무를 시작했다.
1902년에는 와세다 대학에 다니면서 일본의 유도도장인 강도관(講道館)에 다녔다. 공승화전개(일본 工勝花雷介)의 《비록일본유도(秘錄日本柔道)》의 기사와 일본강도관에 조회한 바에 의하면 1902년 한규복 등이 강도관에 입문하여 유도를 배운 것을 확인할 수 있다. 그는 1902년 8월부터 유도를 배웠다고 한다. 일본의 유도 전승에 자극받은 그는 귀국 후 조선의 유도 단체를 지원하는 한편 상소를 올려 택견 관련 인물과 유파를 찾아 지원해줄 것을 정부에 상주하기도 했다.

#### 대한제국 관료 생활
1903년 대한제국의 탁지부 주사가 되었다. 1904년(광무 7년) 9월 27일 대한제국 국군 참모부 번역관보(參謀部飜譯官補)가 되고 판임관 6등(判任官六等)에 임용되었다. 1905년(광무 8년) 3월 21일 군부 번역관(飜譯官)으로 승진, 주임관 6등(奏任官六等)이 되었다. 이후 군부, 탁지부 등 여러 부처에서 번역관 벼슬 등을 지내고 탁지부 서기관과 주임관을 역임하였다. 1905년 11월 5일 경기전을 건축하는데 참여한 공로로 6품으로 승진하였다. 1906년 탁지부 번역관으로 옮겼다. 그해 1월 19일 순릉비각영건과 표석 수립에 감독관으로 참여한 공로로 다시 6품에서 정3품으로 가자, 일약 승진하였다.
1906년 3월 31일 탁지부번역관(度支部繙譯官) 주임관 4등(奏任官四等), 5월 31일 탁지부 문서과 수석번역관(度支部首席繙譯官) 주임관 4등(奏任官四等), 1907년 탁지부서기관 양지과장(量地課長)을 역임했다. 1907년(융희 2년) 6월 27일 탁지부 서기관, 풍지과장으로 재직 중 주임관 3등으로 승급하였다. 1907년 수석번역관, 이어서 탁지부 서기관(書記官), 토지조사국 서기관을 역임했다. 1910년(융희 4년) 3월 탁지부 토지조사국 서기관, 주임관 2등이 되고, 탁지부 토지조사국 정리과장에 보직되었다.

### 일제강점기 활동

#### 총독부 관료 생활
1910년 10월 6일 한일 합병 조약 체결 이후 다시 조선총독부 고등관 7등에 임용, 조선총독부 임시토지조사국(1臨時土地調査局) 감사관(監査官)에 임명되었다. 이후 임시토지조사국 측량과장과 정리과장을 거쳐 조선총독부 토지조사국에서 감사담당관이 되었다. 1913년 1월 총독부 군수가 되어 경상남도 진주군수 고등관6등(晉州郡守 高等官6等)이 되고, 경상남도참여관을 겸직하였다. 1914년부터 1915년까지 경상남도지방토지조사위원회 조사위원을 역임했다. 그밖에 농업 단체인 조선농회 경상남도지회에 상의원으로 가입하였다. 1916년과 1917년 경상남도지방토지조사위원회 조사위원에 재위촉되었다.
1917년 경상남도지방토지조사위원회 조사위원이 되고, 1917년 진주군수 재직 중 고등관 5등(高等官5等)으로 승진했다. 1918년 7월 1일 동래군수 고등관 5등(東萊郡守 高等官5等)으로 발령받았다. 1921년 2월 12일에는 충청남도 참여관(慶尙北道參與官) 고등관 4등(高等官4等)으로 승진하였다. 7월 22일 다시 충청남도 참여관으로 임명되었다. 1922년 5월 30일에는 만주로 출장갔다가 10월에는 동양협회 시찰단의 한 사람이 되어 일본을 시찰하고 1923년초 되돌아왔다. 1923년 11월 충청남도 참여관으로 재직 중 충청남도음악협회회장에 선출되었다. 1924년 2월 11일에 경상북도 참여관으로 옮겼다. 12월 경상북도 참여관 재직 중 고등관 3등(高等官3等)으로 승진하였다.
1926년 8월에 다시 도지사로 승진, 8월 14일 충청북도도지사가 되고 1929년 4월 고등관1등(高等官1等)으로 승급되었다. 1929년 11월 28일 황해도도지사로 부임하였다. 1930년 1월 24일 황해도농민회 회장에 임명되었다. 1930년 2월 황해도 도지사에 재임명된 뒤 1933년 4월 7일에 사직서를 내고 퇴직했으나 그해 6월 4일 중추원 칙임관대우 참의(中樞院勅任官待遇參議)에 임명되었다. 중추원 참의로 재직하면서도 그는 수당에만 의존하지 않고 기업인으로 활동하면서 경성부 교화단체연합회 서부교화구위원장을 지내기도 했다. 1934년 중추원 참의에 재선되었다. 특히 태평양 전쟁 기간 중 흥아보국단, 임전대책협의회, 조선임전보국단, 국민동원총진회 등 여러 전쟁 지원 단체에 적극 가담했다. 서예에도 일가견이 있던 그는 1926년부터 1930년의 선전(鮮展)에서 4회 걸쳐 수상하였다.

#### 기업, 사회 단체 활동
1933년 7월 21일에는 중추원 시정조사위원회 학예부장이 되었다. 10월 21일에는 소작농심의위원회 위원이 되었다. 1934년 경성부 교화단체연합회 서부교화지구위원장(京城府敎化團體聯合會 西部敎化地區委員長)이 되었다. 1934년 7월 14일 금융단체의 연합회인 금융조합연합회 창립에 참여, 자문상담역에 위촉되었다. 7월 21일 금융조합연합회 경기도지역 참여에 임명되었다. 1934년 여름 홍수로 조선 삼남 지방에 수해가 심해지자, 그해 8월 30일 조선총독부에서 치소조사위원회를 설치할 때 그는 민간측 위원의 한 사람으로 참여하였다.
1935년 2월 6일에는 경성부에서 윤치호 등이 조직한 계명구락부재단(啓明俱樂部財團) 위원의 한 사람에 위촉되었다. 1930년대 중반 이후 그는 각종 계몽, 강연회를 다니면서 근검 절약의 필요성, 불필요한 사치품과 물건 강매, 사재기 등을 하지 말 것, 저축을 하여 가사 경제에 보탬이 되게 할 것, 도박과 노름, 사행성 복권 등 헛된 일확천금을 꿈꾸지 말고 성실하게 일하여 대가를 취할 것을 강조하였다.
1935년 6월 경성양조주식회사 취체역 회장(京城釀造株式會社取締役會長)이 되고, 중앙주조조합연합회 회장(中鮮酒造組合聯合會會長)에도 피선되었다.
일본 정부는 한규복에게 여러차례 훈장을 수여해 공적을 인정했다. 1929년 훈3등 서보장을 받는 등 퇴관할 때에는 정4위 훈3등에 서위되어 있었다. 1935년에 총독부가 편찬한 《조선공로자명감》에 수록된 조선인 공로자 353명 중 한 명이기도 하다. 인물평은 “탁월한 식견과 정려한 행동으로 출세”한 인물로 되어 있으며, 소신과 추진력이 있어 가는 곳마다 치적을 쌓고 민정을 순화시켰다고 적혀 있다.

#### 참정권 획득 계획과 실패
1936년에는 그는 참정권을 얻어낼 계획을 세웠으나, 일제 당국의 반대로 무산되었다. 이규완의 조선인참정권론, 자치권 획득론에 공감하게 된 그는 박중양 등과 함께 조선총독부에 조선인 참정권을 허용해줄 것을 여러 번 건의하였으나 번번히 묵살되었다.
지원병제는 1930년대 중반부터 일부 친일 유지층 사이에서 자발적으로 제기되었다. 먼저 박춘금(朴春琴)이 대의사(代議士)가 된 후 일본국회에서 이 문제를 들고 나왔고, 그후 친일인사들에 의해 여러 번 건의되었다. 1936년 11월 24일 경성부회의원 조병상(曺秉相), 중추원참의인 한규복 등이 중심이 되어 30여 명의 간담회를 열어 구체적으로 이 문제를 추진키 위해 위원 8명으로 기성회를 구성하고 1937년 발회식(發會式)을 가질 예정이었다. 그러나 일본 당국은 이 문제가 참정권하고도 관계가 있다 하여 일단 중지시켰다. 이후에도 그는 조선총독부에 참정권 허용을 요청하였지만 거절당한다.

#### 중일 전쟁 전후
1937년 1월 방송선전협의회(放送宣傳協議會) 위원으로 위촉되어 수양강좌·부인강좌·상식강좌의 강사로 출연하였고, 7월 중추원 주최 행사에 참여하였다. 동년 조선총독부에서 조선인들의 소득을 조사할 목적으로 국민소득조사위원회를 구성하자, 한규복은 국민소득조사위원회 경성지역 관내 위원으로 선임되었다. 8월 3일부터는 10월까지 총독부 학무국에서 지나사변 이후 흉흉한 민심을 수습하고자 순회시국강연위원회를 조직할 때 연사가 되어 서울과 각지에 시국강연을 다녔다. 8월 16일에는 경상남도 함양군에서 시국강연을 하였다. 9월 10일에는 용인공보교 대강당에서 용인군 지역 시국강연회를 주최하였다.
1938년 조선간이생명보험사업 자문위원회 자문위원에 위촉되었다. 1938년 3월 3일 성남고등보통학교 재단인 원석학원 재단 이사가 되었다. 5월 재무간담회(財務懇談會) 회장에 선임되었다. 5월 17일 체포된 법학자 정광현에 대해 선처를 호소하여 석방시켰다. 서대문경찰서 서장을 만나 '나를 봐서라도 정광현에게 선처를 베풀어 달라'고 부탁하였다. 5월 17일 오전 9시 30분, 서장은 한규복의 의견을 흔쾌히 받아들였다.
1938년 8월 설치된 총독부내 시국대책조사위원회 위원 97명 가운데 한규복은 김연수(金秊洙), 박영철(朴榮喆), 박중양, 박흥식, 윤덕영, 이기린(李基燐), 이승우(李升雨), 최린(崔麟), 한상룡(韓相龍), 현준호(玄俊鎬) 등과 함께 조선인 위원 11명 가운데 1명으로 선임되기도 하였다. 그해 육군특별지원병령이 공포, 시행되자 한규복은 윤치호, 이승우, 조병상, 조성근 등과 함께 지원병제 축하회 구성을 위한 타협발기인회를 열고 실행위원진을 구성하였다. 7월 8일 국민정신총동원연맹 경성지회 설립에 참여하고 이사가 되었다. 10월 7일에는 중일전쟁 등 부상병을 위문하기 위해 용산육군병원을 방문하고 금일봉을 지급하였다.

#### 태평양 전쟁 전후
1939년 2월 2일 국민정신총동원연맹 각 정(동)지역 연맹 애국반 창설에 참여하였으나 윤치호 등의 불참으로 김명준, 이승우, 조병상 등 참여자들 일부와 함께 조직 착수에 나섰다.
1939년 6월 4일 중추원 참의로 재선되었다. 8월 5일에는 국민정신총동원연맹 주최로 전국 순회강연을 할 때, 순회강사가 되어 국민 저축 장려를 목적으로 '백억 저축 생활 쇄신'이라는 주제로 전국 순회강연을 다녔다. 9월 26일에는 각지의 노무자와 빈민을 구제하기 위해 만든 사회조사위원회 위원에 피임되었다. 그해 9월 30일 경성에서 자본금 백만원을 투자하여 조선공영회사(朝鮮工營會社)를 창립하고 대표이사 사장에 선출되었다. 그러나 그해 11월 5일 조선중앙임금위원회 임시위원으로 선임되면서 사퇴했다. 12월 22일 세제조사위원회 위원에 선임되었다. 1939년부터 그는 경성부, 충주군, 함양군, 수원군, 용인군, 양주군 등을 다니며 저축을 할 것을 주장하였다.
1939년 조선금융조합연합회 참여에 선임되었다. 1940년 5월 30일에는 동아일보에 "저축과 국민생활"이라는 주제의 칼럼을 발표하였다. 5월 30일과 5월 31일, 6월 1일에는 경성중앙방송국에 출연하여 저축의 필요성을 역설하였다. 5월 31일 오후 7시 30분에는 경성제2방송국에 출연하여 저축의 필요성에 대하여 강연하였다.
1941년 12월 중선주조조합연합회 회장에서 해임되었다. 1942년 4월 조선맥자주식회사(朝鮮麯子株式會社) 취체역 회장에 선임되었다. 그해 5월에는 재무간담회 회장직을 사퇴했다.
1942년 징병제 실시가 결정되고 조선인 참정권 허용 문제가 일본 의회 중의원과 귀족원에 상정되자, 그는 조선임전보국단의 부단장 자격으로 일본 수상과 참모총장에게 감사 전보문을 타전하고, 그해 5월 15일 경성 YMCA에서 이광수(李光洙) 등 명사들을 초청해 연설회를 개최하기도 하였다. 1942년 9월에는 조선국자주식회사 회장에 취임하였으나 1943년 6월 사퇴하였다. 1943년 국민총력연맹 징병기념사업실행위원회 위원의 한 사람에 피선되었다.

### 광복 이후

#### 반민특위 자수와 심문
광복 직후 일체의 공직을 사퇴하고 칩거하였다. 1945년 9월 2일 미군정청 고문에 임명되었으나 사양하였다. 8월 16일 한국곡자주식회사(韓國穀子株式會社)를 설립하고 대표이사 사장이 되었다. 서울 종로구 내수동에 한동안 거주하다가, 뒤에 서울 성북구 장위동으로 이사하였다.
대한민국 건국 후인 1949년에 반민족행위특별조사위원회에 자수해 왔으나, 반민특위 활동이 방해를 받으면서 불기소처분을 받았다. 일설에는 1949년 4월 23일 한규복이 체포, 검거되었다는 기사가 보도되었으나, 그는 8월 12일 자수하는 편지를 반민특위 앞으로 부친 뒤 서울역 광장에서 자수 소감을 발표하였다.
| “ | 자수 편지 천운(天運)이 순환하사 우리 대한민국이 탄생되니 산천(山川)과 초목이 다시 금빛이 나고 잃었던 자유가 우리 몸에 다시 오니 일반의 환희는 무엇으로 형용하리요. 하물며 일제시대에 허다의 압제를 견디면서 관리생활을 계속한 본인으로서는 더욱더욱 감개무량이외다. 본인은 대한제국시대에 관비유학생으로 일본에 유학하여 조도전 대학早에서 정치경제과를 졸업한 고로 행정관으로 출세하여 민중지도에 노력하겠다는 이상을 가지고 관계(官界)에 투신하여 도지부 서기관으로 재임한 채로 병합을 당하여 임시토지조사국 감사관에 임명되었을 때 본인은 자신처리에 대하여 재삼 고려한 결과 나의 지력과 성력의 한도대로 민중을 지도하는 것이 차라리 유리하다는 견해로 관리생활을 계속하여 도지사를 역임하고 正4位 勳3등까지 되었으니 가위 고급관리의 지위까지 점진하였다고 하겠으며 30여 년간 관리생활을 하는 중에 민중의 계발을 여하(如何)한 정도로 하였느냐 하면 구체적으로 진술할 재료는 제공치 못하나 다만 양심적으로 민중을 지도하고 또한 민중의 의지를 대표하여 항거할 점은 어디까지든지 항론도 사양치 아니 하였으며 평범한 정치로 민중에 임하고 공정렴근(公正廉謹)으로서 관계일생(官界一生)의 목표로 삼은 것은 천인(天人)이 공인(共認)하는 바 옵니다. 그러하니 민중에 대하여 행복이 되고 이익이 된 점을 일일이 수거치는 못하고 다만 장구한 세월의 관리생활을 하였다는 것밖에 남지 않았으며 무엇이라고 변명하오리까. 금일에 지하여는 전일의 양심적으로 민중을 위하여 음으로 양으로 보도, 노력한 점은 무형(無形)으로 돌아가고 다만 관계생활(官界生活)을 하여 일제에 아부한 자로 추인되어 이 점이 기탄불기(慨歎不已)할 뿐더러 관리생활로 일생을 보낸 것이 참회되는 바이며 근신(勤愼)할 뿐이 옵니다. 오직 현명한 당국의 선악을 분별하사 관대한 처분만 바라옵고 감히 소회(所懷)의 일단을 진백(陳白)하나이다. 단기 4282년 8월 12일 위 인 한규복 반민행위특별조사위원회 귀중 | ” |
|   | — 1949년 8월 12일 자수 직전에 반민특위에 보낸 편지 |   |

1949년 8월 12일 반민특위에 편지를 보낸 뒤 그는 서울에 있는 반민특위 사무실로 자수, 스스로 찾아갔다. 그는 자수한 점이 감안되어 구속되지 않고, 출두 형식으로 조사를 받았다.

#### 반민특위 조사와 석방
반민특위에 체포되었을 당시 한규복은 일제 치하에서 관리를 지냈을 뿐 “양심에 비추어 민족정신을 망각한 사실은 전혀 없다”고 주장했다. 그러나 반민특위는 관비로 유학을 마치고 대한제국 관리로 일하다가 “한일합병과 동시에 다시 왜인에게 아부하여 조선총독정치에 헌신한 유일한 친일분자”로 평가했다. 당시 그를 심문한 이는 위원장 이인 변호사였다.
| “ | 나는 양심적으로 민중을 지도하고 또한 민중의 의지를 대표하여 항거할 점은 어디까지나 항론을 사양치 않고, 평범한 정치로 민중에 임하고 공명염근으로써 관계 일생의 목표로 삼은 것은 천인이 모두 인정하는 바이다. | ” |

한규복은 자신은 오로지 민중의 계발 보도를 위해 일했음을 강조하였다. 또한 자신은 "민족 지도자"라며 자부심을 드러냈다. 심문 과정에서 그는 잘못된 점이 있다면 합법적인 테두리 안에서 저항하되, 조선총독부의 정책이나 일본의 정책을 맹신, 맹종하지는 않았다며 그는 시종일관 담담한 태도로 심문에 응하였다.
《친일파 군상》에서는 한규복과 전라북도도지사를 지낸 손영목에 대하여는 "일본인들에게 무조건 친일 또는 아부자가 아니었다 한다"며 그러한 주장을 인정해 주었다. 그에 대해서는 맹목적인 친일파는 아니라는 의견이 존재하여 그의 처벌에는 반대하는 여론도 나타났다.
1949년 8월 31일의 반민특위 최종 심리에서 그는 반민법(제4조 2항, 3항) 위반의 혐의를 받았지만 기소유예 처분을 받았다. '사실及이유 본건은 반민족행위특별조사위원의 의견서 기재 범죄사실에 관하여 수사한 바, 피의자는 한일합방 전부터 일제시대까지 30여년 간에 亘하여 관리생활을 계속하고 최후에 중추원 참의까지 임명받은 사실을 인정할 수 있겠으나, 평소 그가 악질적으로 민족에게 해를 끼쳤다는 현저한 증거가 없음으로 주문과 如히 결정함'이라고 결정되었다. 그는 순순히 수사에 협조, 진술하여 정상 참작이 되었다. 1950년 초 한규복은 김시권(金時權) 등과 함께 기소유예 처분을 받았다.

#### 최후
1950년부터 청주한씨 중앙종친회(淸州韓氏中宗親會) 회장에 추대되어 1954년까지 재직했다. 그는 해서, 초서 등 다양한 서체의 글씨를 남겼고, 화법은 수묵화, 수묵담채화, 컬러 수묵화와, 소재로는 풍경화, 바위, 난초, 나무 등 다양한 주제의 작품을 남겼다.
1950년 한국 전쟁이 발발하자 대구로 갔다. 한동안 한국곡자 운영과 종친회 일 이외에는 사양하며 칩거하였다. 1960년 7월 2일에는 주간종합잡지 주간대중(週刊大衆) 지의 동인이자 필진으로 참여하였다. 그밖에 고서화, 미술품, 그림 감정, 감별도 하였다. 1959년 3월 6일 손재형, 최승만 및 미술계 전문가, 대학교수 470여명과 함께 추사 김정희 작품을 감정하고 평론을 남겼다.
1967년 9월 13일 오전 3시 서울 성북구 장위동 6-193번지 자택에서 사망했다.

### 사후
묘소는 서울특별시 영등포구 서초동(1973년 서울시 영동출장소로 편입되었다가 현 서초구로 편입)에 부인 평양조씨 조인옥, 김해김씨 김학인과 합장되었다. 그의 그림, 글씨 작품 중 일부만이 현재 전한다.
2002년 발표된 친일파 708인 명단 중 중추원, 도지사, 도 참여관 부문, 2008년 민족문제연구소에서 친일인명사전에 수록하기 위해 정리한 친일인명사전 수록예정자 명단 중 관료, 중추원, 친일단체 부문에 각각 선정되었다. 2009년 친일반민족행위진상규명위원회가 발표한 친일반민족행위 705인 명단에도 포함되었다.

## 저작물
그는 1926년~1930년 조선미술전람회(朝鮮美術展覽會, 약칭 '선전(鮮展)' 또는 '조선미전(朝鮮美展))에 공식 데뷔, 다섯 번 입선한 화가였으며, 수묵 담채화와 붓글씨 서예작을 다수 남겼다. 그의 작품들 일부는 해방 후 그가 친일파로 몰려 규탄당하면서 사라졌고, 6.25 전쟁 등을 겪으며 일부 사라졌지만, 6.25 이후의 작품 일부는 현재 전해지고 있다.

### 그림
- 국화도(菊花圖)
- 난초(蘭草)
- 괴석란[22]
- 매화, 난초그림 세트[23]
- 매화
- 묵매도[24]
- 홍매도(紅梅圖), 1950년
- 묵란도, 1960년
- 월매도(月梅圖), 1957년
- 매죽도, 서병오와 공동 작품으로 한규복이 매화를 그렸고, 서병오가 대나무를 그렸으며, 그림 좌측 상단에 화제로 칠언절구의 한자 시를 세로로 썼다.
- 향지미인(香之美人) - 난초화분 그림. 컬러 수묵담채화
- 백매화 - 백색 매화꽃이 살짝 핀 나무 1점 그림

### 기타
- 매화 3점 병풍 - 비단에 매화나무 3개를 그린 병풍. 상단에는 그가 지은 시 1수가 친필로 써져 있다.

## 가족 관계
그의 아들 한용성은 공군 소령을 지냈고, 다른 아들 한용관은 공무원으로 부이사관으로 퇴직했다. 1964년 11월 28일 경향신문 기사에 그의 아들 한용관의 결혼 기사가 보도되었다. 주례는 김대우였다.
- 조부 : 한수익(韓守益)
- 아버지 : 한만홍(韓晩洪, 1851년 5월 5일 - 1926년 1월 9일)
- 어머니 : 평산 백씨(平山白氏, ? 8월 12일 - 1945년 6월 12일)
  - 형 : 한규호(韓圭祜, ? 1월 7일 - 1943년 4월 20일)
  - 형수 : 정선 이씨
  - 형수 : 연안 차씨
  - 동생 : 한규정(韓圭政, 1886년 11월 25일 - 1938년 11월 25일)
  - 동생 : 한규희(韓圭禧)
  - 동생 : 한규진(韓圭진)
- 부인 : 평양 조씨, 조인옥(平壤趙氏 趙仁玉, 1881년 2월 24일 - 1945년 9월 10일). 조재연(趙載淵)의 딸
  - 장남 : 한용성(韓鏞成, 1925년 1월 13일 - ?), 공군소령
  - 자부 : 경주김씨 김학인(金學仁, 1924년 12월 5일 - 1954년 8월 30일)
    - 손녀 : 한영식(韓永湜, 1949년 10월 26일 - )
    - 손녀사위 : 설완수

  - 자부 : 여흥민씨 민정순(閔貞順, 1930년 6월 19일 - ?), 민학수의 딸
- 부인 : 김해 김씨(金海金氏, 1908년 5월 27일 - 1951년 1월 28일), 김명옥(金明玉)의 딸
  - 차녀 : 한미화(韓美和, 1931년 - )
  - 삼녀 : 한정화(韓貞和, 1933년 - )
  - 차남 : 한용관(韓鏞官, 1937년 4월 1일 - ), 부이사관 퇴직, 근정포장 수상
  - 자부 : 밀양박씨 박정자(朴政子, 1941년 8월 12일 - ), 박정현(朴貞鉉)의 딸
  - 삼남 : 한용주(韓鏞柱, 1941년 8월 11일 - )
  - 오남 : 한용완(韓鏞完, 1948년 8월 16일 - ),대통령표창수상
- 인 : 대구서,대(구대서895 ?), 서병학(徐丙學)의 딸
  - 사남 : 한용석(韓鏞晳, 1943년 7월 27일 - )

## 평가
한규복만큼 영달한 사람은 많지 않았지만 초기에 고도간에 다녔던 조선인 학생들은 거의 다 저항보다 체제 순응을 선호했다.
그가 맹목적인 친일파 민족반역자였는지 아닌지 여부에 대해서는 당대에도 이견이 존재하였다. 반민특위의 보고서에는 그를“한일합병과 동시에 다시 왜인에게 아부하여 조선총독정치에 헌신한 유일한 친일분자”로 평가했다.
그러나 민족정경문화연구소의 보고서인 《친일파 군상》에서는 맹목적인 친일파는 아니라고 인정해 주었다. 《친일파 군상》에 의하면 그를 가리켜 "이러한 기회에 일층 적극 진충보국하면 자기 개인은 물론이요, 민족적으로도 장래에 유리할 것으로 생각한 자"로 분류하였다. 한규복과 전라북도도지사를 지낸 손영목에 대하여는 "일본인들에게 무조건 친일 또는 아부자가 아니었다 한다"며 그러한 주장을 받아들였다.
사회운동가이자 문학평론가인 김두용(金斗鎔)은 그가 악성 반역자는 아닌 것으로 봤다. 그에 의하면 '고관 전직자, 친일파의 거두 등은 기장지무(巳張之舞)이니 이러한 기회에 일층 적극 진충보국하면 자기 개인은 물론이요, 우리 민족적으로도 장래에 유리할 것으로 생각한 자
'라고 봤다.

## 같이 보기
- 조선총독부 중추원
- 국민동원총진회
- 참정권

## 참고 문헌
- 한규복(韓圭復) - 국사편찬위원회
- “피의자신문조서 - 한규복”. 반민족행위특별조사위원회. 2008년 4월 22일에 확인함.[깨진 링크(과거 내용 찾기)]
- 친일인명사전편찬위원회 (2004년 12월 27일). 《일제협력단체사전 - 국내 중앙편》. 서울: 민족문제연구소. 380,384,390쪽쪽. ISBN 978-89-953307-2-2.
- 임종국 (1991년 2월 1일). 〈「혈의 누」의 이인직은 한일합방의 주역〉. 《실록 친일파》. 반민족문제연구소 엮음. 서울: 돌베개. ISBN 8971990368.